# John Ross (giocatore di football americano)
John Ross III (Long Beach, 11 gennaio 1995) è un giocatore di football americano statunitense che milita nel ruolo di wide receiver per i Kansas City Chiefs della National Football League (NFL).

## Carriera universitaria
Davis al college giocò a football coi Washington Huskies dal 2013 al 2016. Dopo un infortunio che gli fece perdere l'intera stagione 2015, tornò in campo nel 2016, chiudendo la esperienza nel college football con 1.122 yard ricevute e 22 touchdown su ricezione, 17 dei quali nell'ultima annata.

## Carriera professionistica

### Cincinnati Bengals
Durante la NFL Scouting Combine, Ross corse le 40 yard in 4.22 secondi, superando il primato dell'evento condiviso da Rondel Menendez e Chris Johnson. Il 27 aprile 2017, fu scelto come settimo assoluto nel Draft NFL 2017 dai Cincinnati Bengals, il terzo wide receiver selezionato dopo Corey Davis e Mike Williams. Saltò la prima gara della stagione regolare a causa di un infortunio al ginocchio, debuttando nel turno successivo partendo come titolare contro gli Houston Texans. Nella prima azione commise un fumble, venendo poco dopo messo in panchina e chiudendo con una sola corsa da 12 yard. La sua stagione da rookie si concluse con 3 sole presenze a causa di diversi infortuni senza fare registrare alcuna ricezione.
La prima ricezione in carriera di Ross giunse nel primo turno della stagione 2018 in quello che fu anche il suo primo touchdown nella vittoria sugli Indianapolis Colts.
Nel primo turno della stagione 2019 Ross disputò sino a quel momento la miglior partita in carriera ricevendo 7 passaggi per 158 yard e 2 touchdown nella sconfitta di misura contro i Seattle Seahawks.

### New York Giants
Nel marzo del 2021 Ross firmò un contratto annuale da 2,5 milioni di dollari con i New York Giants.

### Kansas City Chiefs
Dopo essere rimasto fuori dai campi di gioco per tutta la stagione 2022, il 9 gennaio 2023 Ross firmò un contratto da riserva/contratto futuro con i Kansas City Chiefs.

## Palmarès
- Super Bowl : 1

Kansas City Chiefs: LVII